# Ząb (skała)
Ząb – skała w grupie skał Czarciego Korytarza w Doliny Będkowskiej na Wyżynie Krakowsko-Częstochowskiej. Znajduje się w obrębie wsi Będkowice, w województwie małopolskim, w powiecie krakowskim, w gminie Wielka Wieś.
Trzy skały Czarciego Korytarza tworzą dwa równoległe rzędy o pionowych ścianach, pomiędzy którymi jest wąski korytarz. W dolnym rzędzie są skały Ząb i Despekt, w górnym Wschodni Wierzchołek. Paweł Haciski opisuje je pod wspólną nazwą Czarci Korytarz. Takie nazewnictwo podaje też mapa Geoportalu.
Ząb to zbudowana z wapienia skalistego turnia o wysokości do 13 m. Ma pionowe lub przewieszone ściany i znajduje się w lesie na stromym zboczu, tuż powyżej asfaltowej drogi z Będkowic przez dno Doliny Będkowskiej do Łazów. Na wszystkich czterech jej ścianach są drogi wspinaczkowe. Łącznie jest ich 16 i mają trudność od IV+ do VI.4 w skali trudności Kurtyki. Jest też jeden projekt. Na większości dróg zamontowano stałe punkty asekuracyjne: ringi (r) i stanowiska zjazdowe (st).

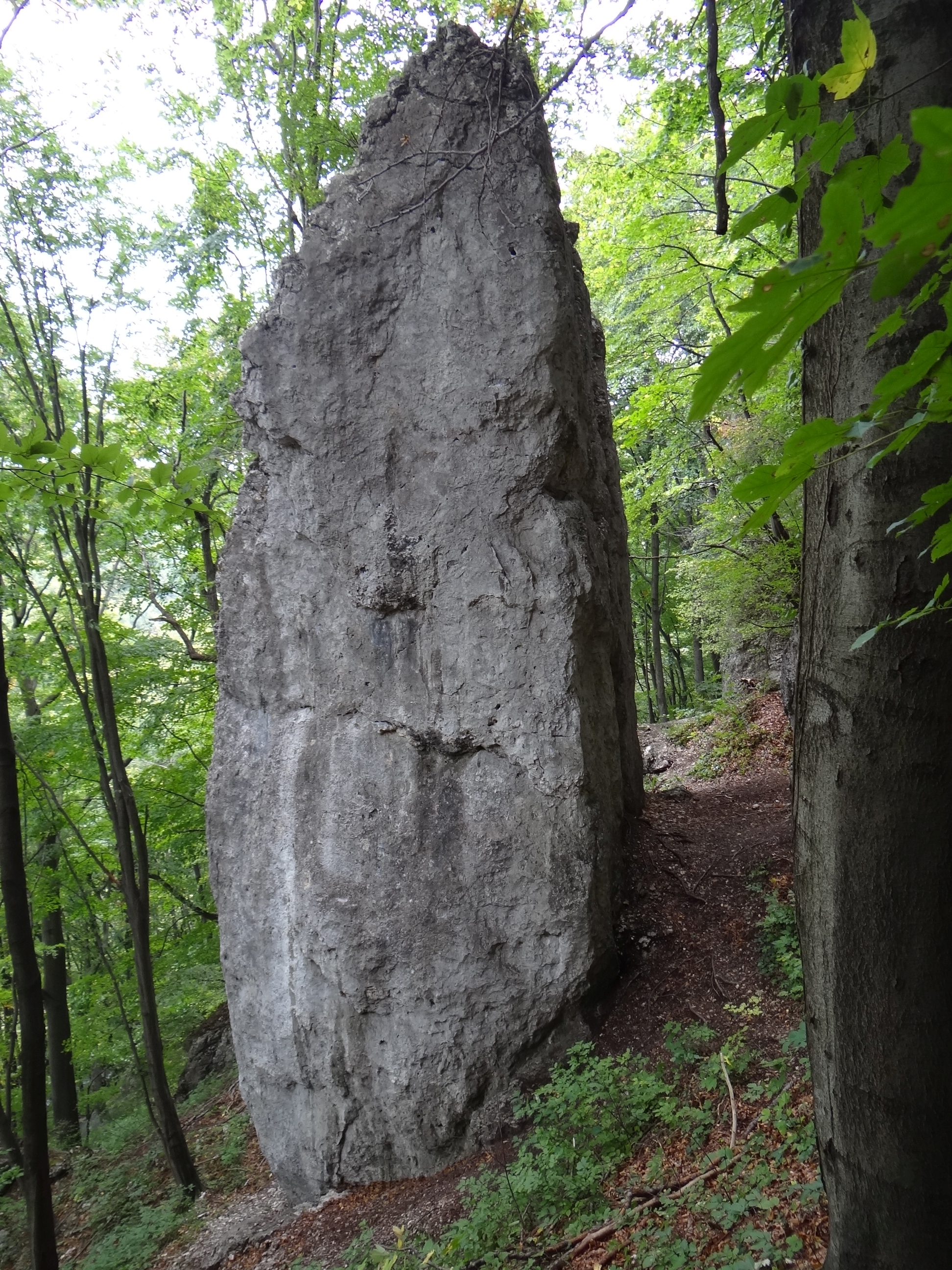
Ząb
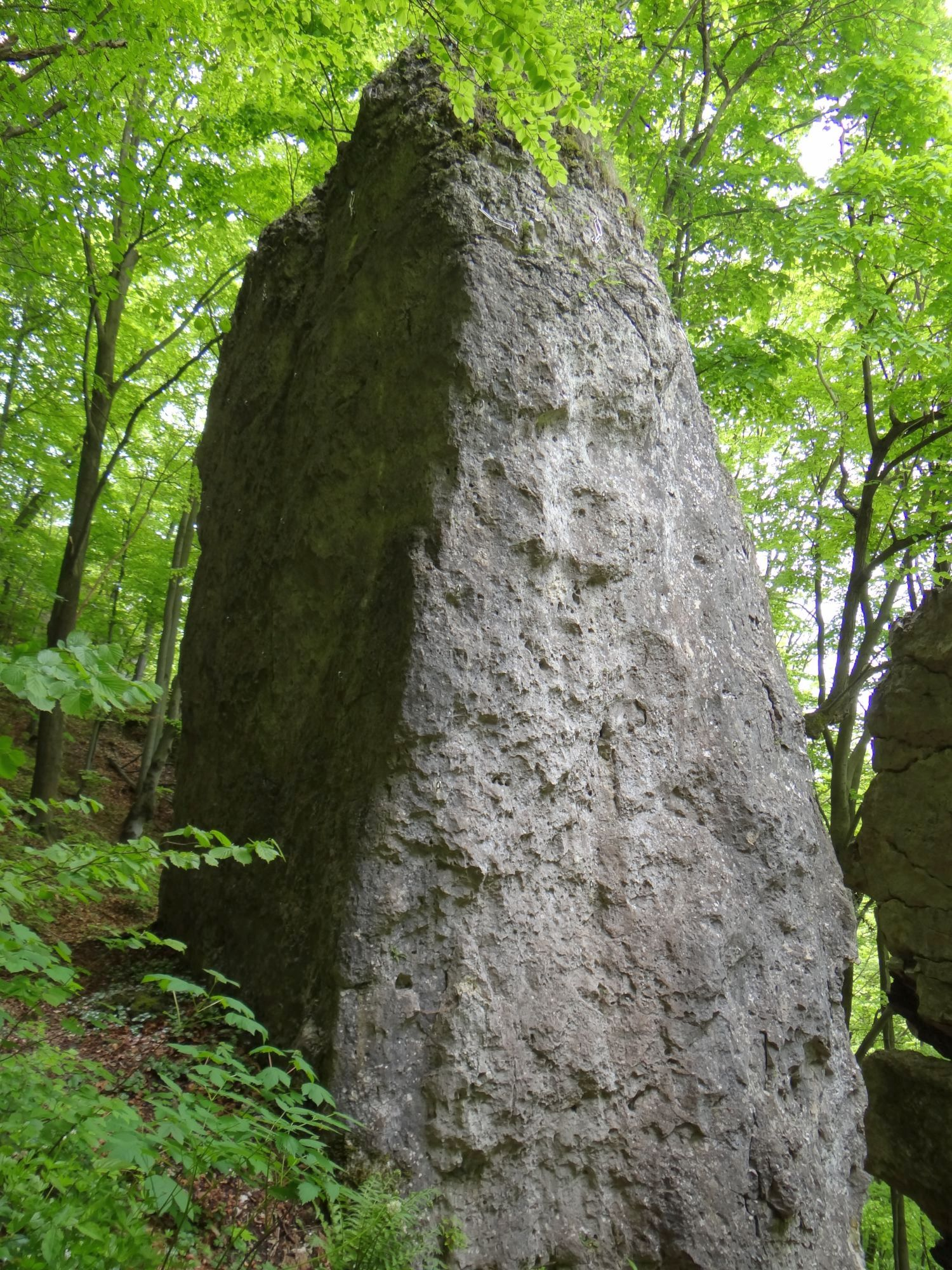
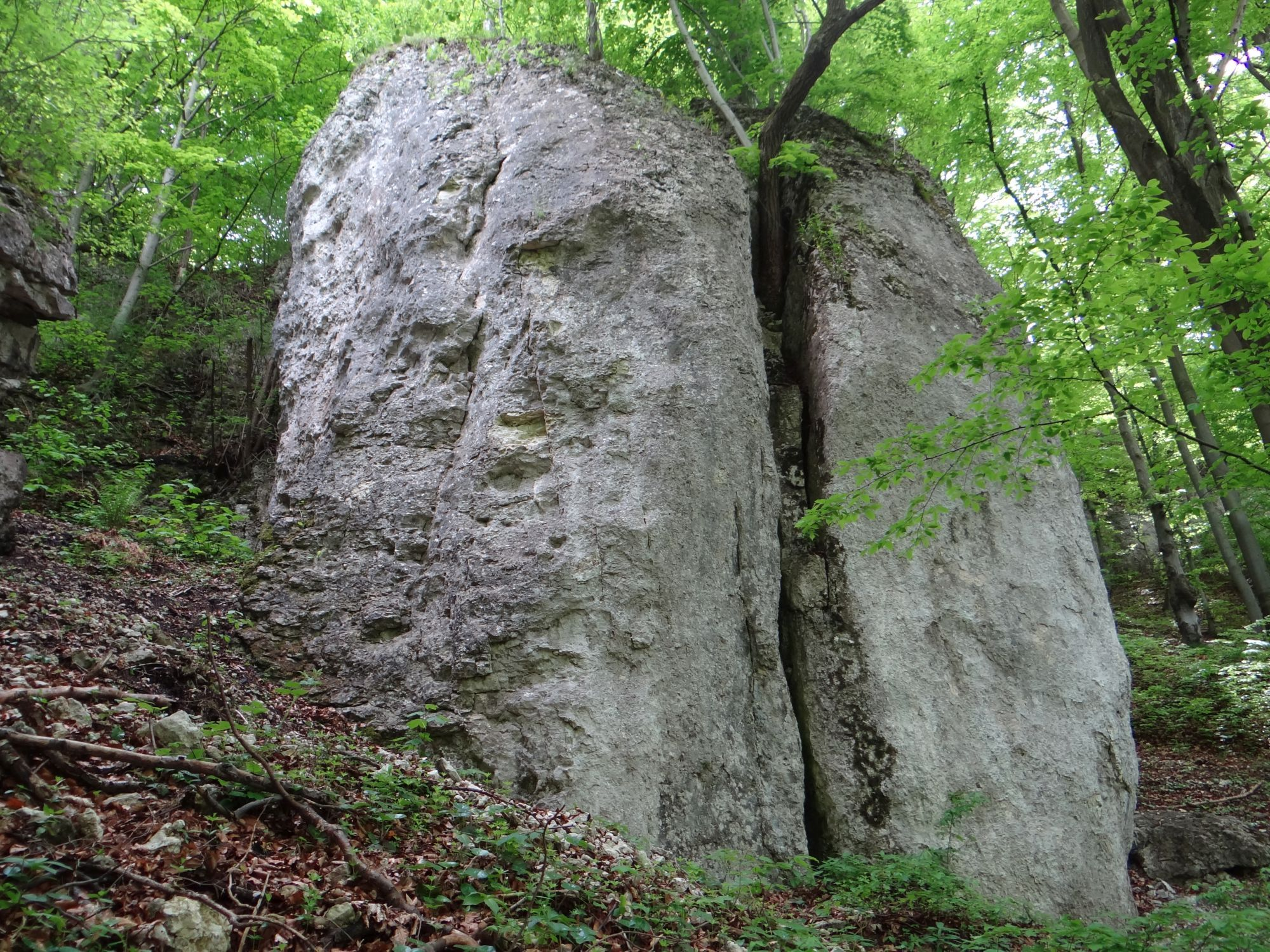
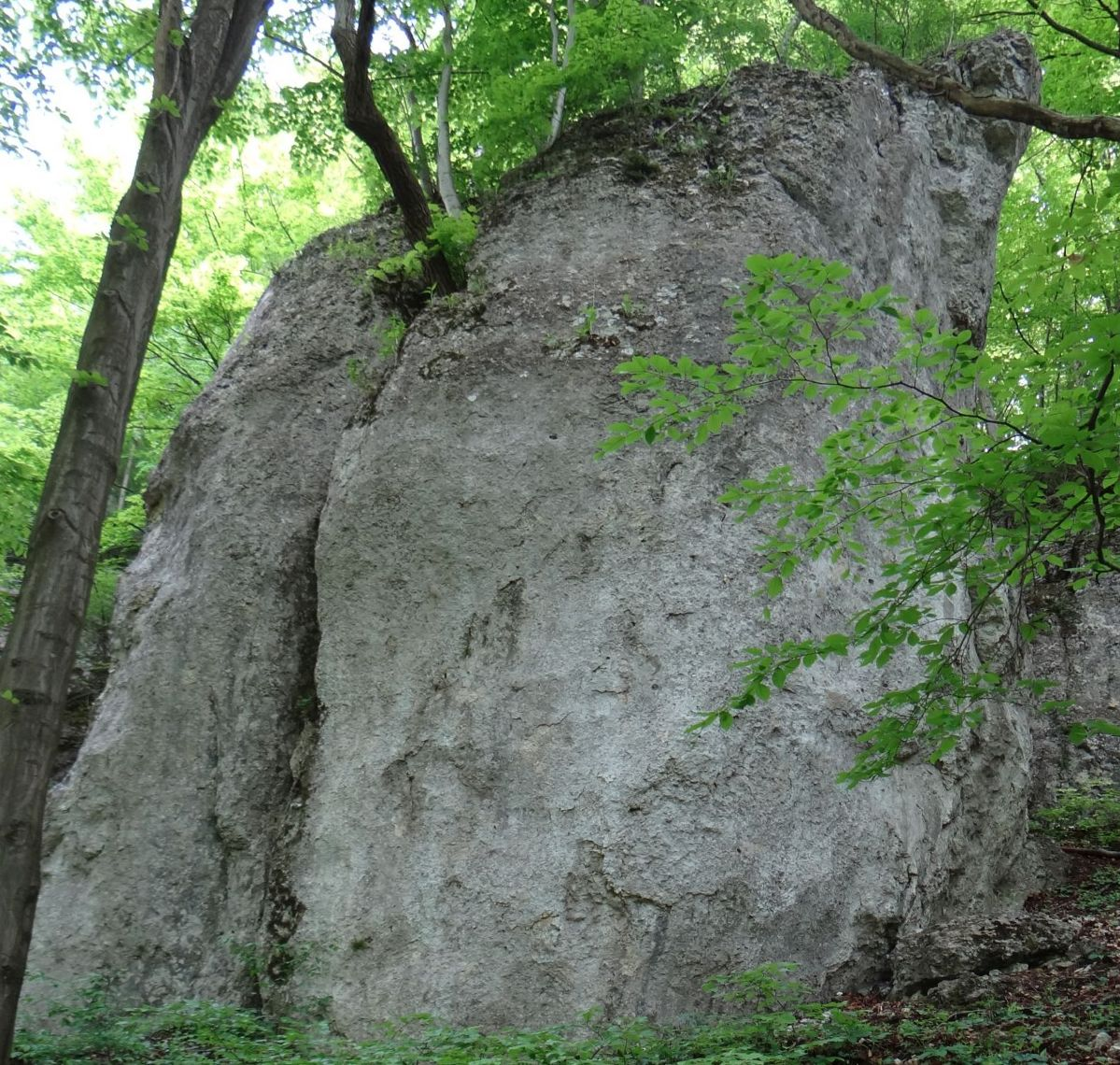
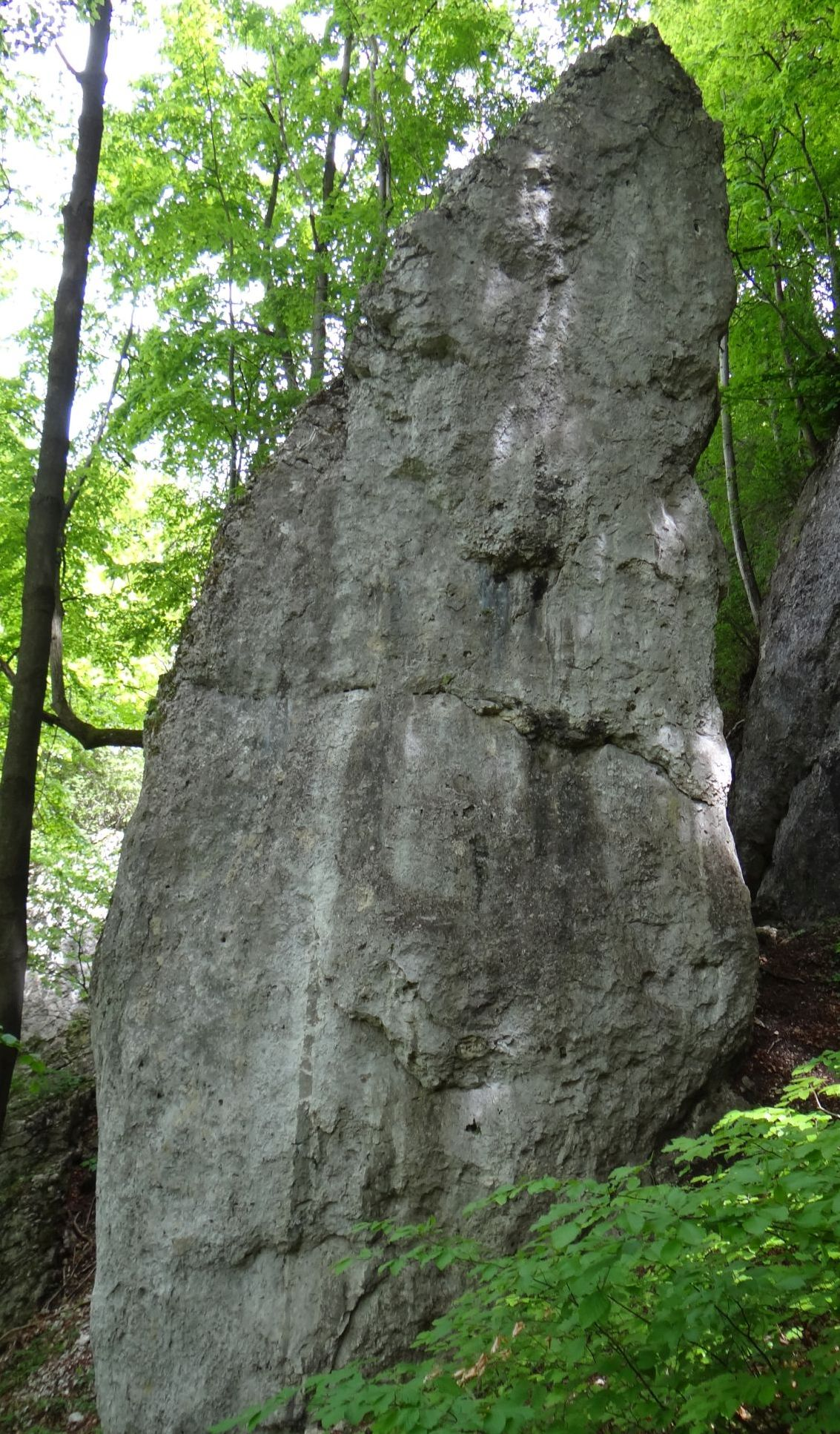

## Drogi wspinaczkowe
Ząb I
1. Miłosny odlot; VI.3+, 5r + st, 14 m
2. Z piekła rodem; VI.4, 5r + st, 13 m
3. Weekend warriors; VI.2+, 5r + st, 12 m
4. Pentagram; VI.3, 5r + st, 13 m
5. Czarcia zdrapka; VI+, 4r + st, 10 m
6. Mano cornuta; VI.1+, 4r + st, 10 m

Ząb II
1. Uśmiech wisielca; VI.3, 4r + st, 10 m
2. Czarcie ryski; IV+, 10 m
3. Prawa czarcia ryska; V+, 1r, 10 m

Ząb III
1. Prawa czarcia ryska; V+, st, 10 m
2. Kant hultajski; VI+/1, 4r + st, 10 m
3. Bigos hultajski; VI.1+/2, 4r + st,10 m
4. Projekt; st
5. Bułgarski łącznik; VI.3+, 3r + st, 9 m
6. Mokre igraszki; VI.1+, 3r + st, 9 m

Ząb IV
1. Swawolny Dyzio; VI.1+, 3r + st,9 m
2. Czarci komin; V, 13 m[1].